# Lanette Prediger
Lanette Prediger (* 29. August 1979 in Oxbow, Saskatchewan) ist eine kanadische Skeletonpilotin.

## Werdegang
Lanette Prediger lebt mit ihrem Ehemann Alexis Morris, der ebenfalls Skeletonpilot ist, in Calgary. Sie studierte an der University of Calgary Medizin und ist seit 2008 als Notfallmedizinerin tätig. Prediger begann 2007 mit dem Skeletonsport, nachdem sie die Olympischen Spiele 2006 im Fernsehen verfolgt hatte.
Ihr erstes Rennen im Leistungsbereich bestritt sie im Rahmen der kanadischen Meisterschaften 2008, bei denen sie Zehnte wurde. In der Saison 2008/09 gab sie ihr internationales Debüt im Skeleton-Europacup. Ihr erstes Rennen bestritt sie in Winterberg und wurde Elfte. In den beiden folgenden Rennen in Altenberg erreichte sie als Siebtplatzierte erste Top-Ten-Resultate. In St. Moritz erreichte sie mit Rang drei im Januar 2009 erstmals eine Podiumsplatzierung. In der Gesamtwertung des Europacups kam sie auf den siebten Platz. In der folgenden Saison fuhr sie im America’s Cup. Schon in ihrem ersten Rennen in Park City verpasste Prediger als Viertplatzierte nur knapp eine erste Platzierung auf dem Podest. Im folgenden Rennen wurde sie disqualifiziert und im dritten Rennen in Park City verpasste sie knapp den Sieg gegen Jaclyn LaBerge. Die beiden folgenden Rennen in Calgary gewann Prediger auf ihrer Hausbahn. In sechs ihrer sieben Rennen war das schlechteste Resultat ein vierter Platz. In der Gesamtwertung der Saison wurde Prediger hinter LaBerge Zweite. In der folgenden Saison kamen fünf Podiumsplatzierungen hinzu, darunter Siege in den letzten drei Saisonrennen. In der Gesamtwertung schob sie sich an LaBerge vorbei und gewann.
In der Saison 2011/12 gewann Prediger mit Silber ihre erste Medaille bei kanadischen Meisterschaften. Sie startete erstmals im Intercontinentalcup und konnte in allen acht Saisonrennen Platzierungen unter den besten 10 erreichen, darunter ein dritter Rang in Lillehammer. In der Gesamtwertung belegte sie damit beim Sieg von Rose McGrandle den vierten Platz. In der Folgesaison wurde sie Dritte bei den nationalen Meisterschaften und ging erneut im Intercontinentalcup an den Start. Dort konnte sie wieder einen dritten Rang einfahren, belegte aber nach zweistelligen Ergebnissen in drei Rennen in der Gesamtwertung nur den neunten Rang. Auch 2013/14 war Lanette Prediger im Intercontinentalcup im Einsatz, nahm jedoch nur an vier Rennen teil und wurde in der Gesamtwertung 18. Im folgenden Winter gewann sie bei den kanadischen Meisterschaften erneut Silber und qualifizierte sich als Siegerin der Ausscheidungsrennen für den Weltcup. Sie gewann zwei Rennen des Europacups, ehe sie im Dezember 2014 mit Rang 11 in Lake Placid ihr Weltcup-Debüt gab. Bereits im zweiten Rennen erreichte sie mit Rang 7 ihren ersten Top-10-Platz und feierte ihr bestes Saisonergebnis mit einem vierten Rang in St. Moritz. In der Gesamtwertung belegte sie den neunten Platz und bei der Weltmeisterschaft in Winterberg wurde sie Zehnte. Zu Beginn der Saison 2015/16 nahm sie am Intercontinentalcup teil und feierte beim dritten Saisonrennen in Whistler ihren ersten Sieg in diesem Wettbewerb.